# Kensaku Abe
Kensaku Abe (阿部 謙作 Abe Kensaku?), född 13 maj 1980 i Kanagawa prefektur, är en japansk före detta fotbollsspelare.
Abe började sin karriär 2003 i Ventforet Kofu. 2005 blev han utlånad till Vissel Kobe. Han avslutade karriären 2009.